# Rússia nos Jogos Olímpicos de Verão de 1996
A Rússia participou dos Jogos Olímpicos de Verão de 1996 em Atlanta, Estados Unidos.

## Desempenho

### Atletismo
Masculino
| Prova          | Atleta | Preliminares | Preliminares | Quartas | Quartas   | Semifinal   | Semifinal   | Final       | Final       |
| Prova          | Atleta | Marca        | Posição      | Marca   | Posição   | Marca       | Posição     | Marca       | Posição     |
| -------------- | ------ | ------------ | ------------ | ------- | --------- | ----------- | ----------- | ----------- | ----------- |
| Andrey Fedoriv | 100 m  | 10s39        | 3º/bat. 1    | 10s34   | 7º/bat. 1 | Não avançou | Não avançou | Não avançou | Não avançou |